# آن ستوك
آن ستوك (بالإنجليزية: Ann Stock)‏ هي دبلوماسية أمريكية، ولدت في 1944 في إنديانا في الولايات المتحدة.